# Милениум мост (Гейтсхед)
Мостът Милениум или Милениум бридж в град Гейтсхед (на английски: Gateshead Millennium Bridge), наричан още Балтийски милениум бридж (Baltic Millennium Bridge) или Мигащо око (Blinking Eye Bridge), е построен над река Тайн в графство Тайн и Уиър, Северна Англия.
Той е първият наклонен, въртящ се мост в света. Свързва Площада на изкуствата в Гейтсхед с историческото яхтено пристанище на промишления град Нюкасъл ъпон Тайн. Движението на конструкцията по време на накланяне напомня за примигващо око и затова е наричан още Мигащия мост. Това е и първият мост, построен над река Тайн от 134 години насам.

## История
Мостът е шедьовър на съвременното строителство. Проектиран е през 1996 г., след проведен конкурс, от архитектурната компания WilkinsonEyre на архитектите Крис Уилкинсън и Джим Ейре и инженерната компания Gifford Graham & Partners. Мостът е открит през 2000 година, но само след няколко дни е затворен за реконструкция, тъй като при преминаването по него на над 2000 души едновременно, се появява силно люлеене, дължащо се на резонанса. Построен е в чест на Милениума, окончателно влиза в експлоатация през септември 2001 година и стойността му достига 22 млн. британски лири. Официалното му откриване става на 7 май 2002 г. в присъствието на Нейно величество кралицата и херцога на Единбург. Много бързо мостът се превръща в една от забележителностите на Гейтсхед.
Цялата конструкция на моста е изработена в завода Watson Steel Ltd в Болтън и след това е превозена на части до Уолсенд в устието на реката, на 10 км от предвиденото му местоположение. Конструкцията е сглобена там, отделните секции са свързани една към друга и боядисани с устойчива на атмосферни условия боя. След това е транспортирана нагоре по реката с най-големия европейски плаващ кран „Азиатски Херкулес II“. Кранът има платформа с размер на футболно игрище, основната му повдигаща стрела е с височина над 105 м, издига се на 18 м над Биг Бен и е висока почти колкото Лондонското око. Тъй като в някои участъци реката става по-тясна от моста, при превозването му няколко пъти се налага той да бъде завъртан. Накрая е спуснат на мястото си само с 2 мм в резерв. Около 36 000 души от цяла Великобритания се струпват по бреговете на Тайн за да наблюдават монтажа на моста.

## Описание
Мостът е построен изцяло от стомана, дълъг е 126 м и тежи 850 тона. Конструкцията се състои от две огромни стоманени дъги, разстоянието между които в горната им част е 105 м. Едната от тях се издига вертикално, на 50 м над водата и служи за противотежест. Другата, която се простира в широка крива през реката е разположена хоризонтално. По нея са обособени две алеи – пешеходна и велосипедна, без възможност за друг вид трафик. Двете са обезопасени, като между тях е издигната ниска, разделителна преграда. През известно разстояние по продължение на пешеходната част, са поставени пейки за почивка. Общата ширина на платната е 8 м.
Когато по реката трябва да премине по-голям плавателен съд, двете арки се завъртат едновременно около общата си ос на 40° до момента, в който върховете им се изравнят. Тогава отворът под моста получава височина от 25 метра над водата и позволява преминаването на високи яхти и кораби. Процесът на завъртане трае около 4,5 – 5 минути, в зависимост от силата и посоката на вятъра и се случва около 200 пъти годишно.
Двете арки са свързани с дебели стоманени въжета – окачвачи, опънати по протежение на дъгата на разстояние 6 м едно от друго. Прикрепени са към всеки край и с допълнителни въжета, което гарантира по-голяма сигурност. При движението си се завъртат около напречно цилиндрично устройство, поддържано от сферични лагери. От всяка страна има машинно помещение, в което се намира независимо захранващо устройство за задвижване на механизма. Мостът се движи с помощта на 8 електрически двигателя с обща мощност 440 kW, за които е предвидено отделно вътрешно помещение. За всяко отваряне се нуждае от електроенергия само за £ 3,60. Осигурена е и впечатляваща, високотехнологична компютърна осветителна система.

## Награди и признания
- През 2002 г. мостът получава престижната годишна награда на Royal Institute of British Architects (RIBA) за новаторското и уникално инженерно решение и дизайн.[6]
- През 2002 г. пролучава и наградата „Сграда на годината за 2002“ на Кралската комисия за изобразително изкуство (Royal Fine Art Commission).[11]
- През 2003 г. получава първа награда на професионалната инженерна асоциация Institution of Structural Engineers (IstructE).[4]
- През 2005 г. получава наградата на Международната асоциация на мостовите и машинни инженери International Association for Bridge and Structural Engineering – IABSE.[4]
- Кралският монетен двор пуска възпоменателна монета от един паунд с изображението на моста.[3]